# Eutrichota spinigerellus
Eutrichota spinigerellus är en tvåvingeart som först beskrevs av Malloch 1920.  Eutrichota spinigerellus ingår i släktet Eutrichota och familjen blomsterflugor. Inga underarter finns listade i Catalogue of Life.